# Ulica Warszawska w Poznaniu

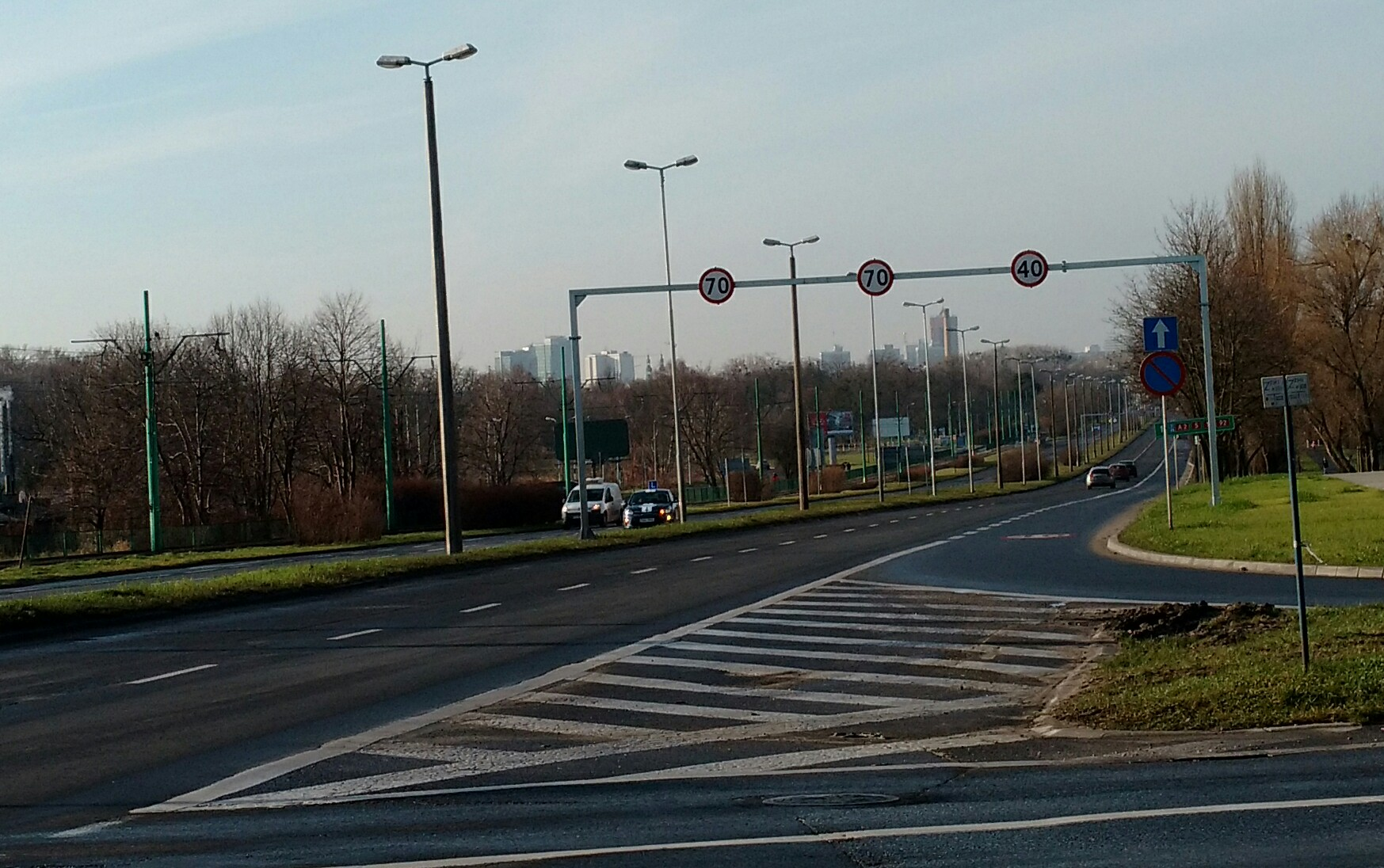
Ulica Warszawska na wysokości skrzyżowania z ulicą Krańcową. Widok w kierunku centrum (2018)

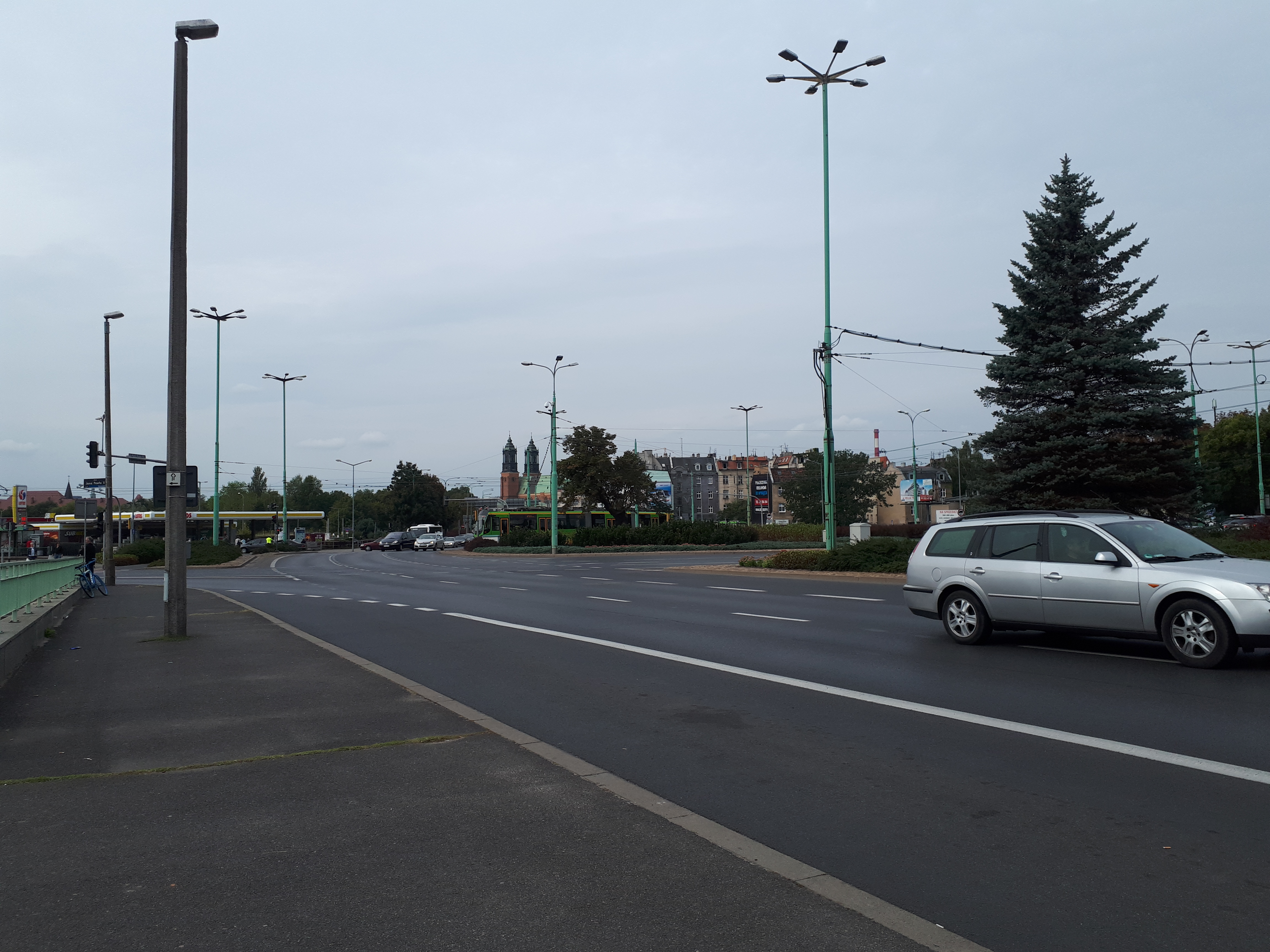
Początek ulicy przy rondzie Śródka (2018)

Ulica Warszawska – ulica Poznania biegnąca od Śródki w kierunku wschodnim. Na odcinku od Wiaduktu Antoninek do granicy administracyjnej miasta stanowi odcinek drogi krajowej nr 92 (wcześniej 2 E30), zaś od ronda Śródka aż do okolic Cmentarza Miłostowo wzdłuż ulicy biegnie trasa linii tramwajowych nr 6, 8.
Na odcinku od Śródki do Antoninka ulica była dawniej obsadzona gęstymi szpalerami drzew. Przetrwały one II wojnę światową i zostały wycięte dopiero podczas przebudowy arterii w latach 70. XX wieku.
Przed oddaniem do użytku w latach 70. ronda Śródka ulica rozpoczynała się na Rynku Śródeckim.
W latach 1986–1998 była zaliczana do kategorii dróg wojewódzkich.

## Historia nazwy
Ulica posiadała różne nazwy na przestrzeni lat:
- do 1918 nosiła nazwę Warschauerstrasse,
- 1918 – 1939: Warszawska,
- 1939 – 1945: Warschauerstrasse,
- od 1945: Warszawska.

## Opisane obiekty
Od zachodu:
- Rondo Śródka
- kościół św. Jana Jerozolimskiego za murami,
- Komandoria,
- bocznica należąca dawniej do Średzkiej Kolei Powiatowej,
- Park Tysiąclecia,
- Tunel Komandoria,
- Novotel Poznań Malta,
- Malta,
- Osiedle Pomet IV,
- Strumień Świętojański – nieistniejący,
- Osiedle Maltańskie,
- Osiedle Warszawskie,
- Tunel Łomżyński,
- Czekalskie,
- zajezdnia autobusowa MPK Warszawska,
- pętla autobusowa Mogileńska,
- Izba celna oraz Urząd Skarbowy Poznań-Nowe Miasto (zlikwidowane),
- Tunel Mogileński,
- cmentarz Miłostowo – wejście południowe,
- Tunel Miłostowo,
- pętla tramwajowa Miłostowo,
- Antoninek,
- wiadukt Antoninek,
- obszar źródliskowy Szklarki,
- linia kolejowa do Warszawy,
- Tunel Leszka,
- fabryka Volkswagen Poznań, dawniej Fabryka Samochodów Rolniczych „Polmo”,
- przystanek kolejowy Poznań Antoninek,
- Huta Szkła Antoninek,
- wiadukt kolei obwodowej w Poznaniu,
- Cybina.